# Llista de topònims de Bassella
Llista de topònims (noms propis de lloc) del municipi de Bassella, a l'Alt Urgell
Informació actualitzada per un bot. Els canvis manuals es perdran quan s'actualitzi!

## cabana
| imatge | Nom                            | Ubicat a | instància de | Detalls | coordenades                                                         | Protecció | Commons (més fotos) | Dades a WD                    |
| ------ | ------------------------------ | -------- | ------------ | ------- | ------------------------------------------------------------------- | --------- | ------------------- | ----------------------------- |
|        | barraca del Torre              | Bassella | cabana       |         | 42° 01′ 18″ N, 1° 20′ 41″ E / 42.0216212144797°N,1.34481603969459°E |           |                     | Modifica les dades a Wikidata |
|        | cabana de les Comes de la Vila | Bassella | cabana       |         | 41° 59′ 44″ N, 1° 19′ 16″ E / 41.9956352286466°N,1.32105324522148°E |           |                     | Modifica les dades a Wikidata |
|        | cabana del Maleno              | Bassella | cabana       |         | 41° 58′ 25″ N, 1° 15′ 45″ E / 41.973654548955°N,1.26260048057114°E  |           |                     | Modifica les dades a Wikidata |

## castell
| imatge | Nom                    | Ubicat a | instància de | Detalls                      | coordenades                                                                                    | Protecció                                            | Commons (més fotos)              | Dades a WD                    |
| ------ | ---------------------- | -------- | ------------ | ---------------------------- | ---------------------------------------------------------------------------------------------- | ---------------------------------------------------- | -------------------------------- | ----------------------------- |
|        | Castell d'Aguilar      | Bassella | castell      | Estil: arquitectura romànica | 42° 00′ 59″ N, 1° 16′ 32″ E / 42.016359°N,1.275605°E ca:Al Poble Vell d'Aguilar 577 msnm       | bé d'interès cultural bé cultural d'interès nacional | Castell d'Aguilar de Bassella    | Modifica les dades a Wikidata |
|        | Castell d'Altés        | Bassella | castell      | Estil: arquitectura romànica | 42° 01′ 09″ N, 1° 19′ 09″ E / 42.019143°N,1.319058°E ca:Al nucli d'Altés 494 msnm              | bé d'interès cultural bé cultural d'interès nacional | Castell d'Altés                  | Modifica les dades a Wikidata |
|        | Castell de la Clua     | Bassella | castell      | Estil: arquitectura popular  | 41° 59′ 27″ N, 1° 16′ 42″ E / 41.990954°N,1.278207°E ca:Al nucli de la Clua d'Aguilar 466 msnm | bé d'interès cultural bé cultural d'interès nacional | Castell de la Clua (Bassella)    | Modifica les dades a Wikidata |
|        | Castellnou de Bassella | Bassella | castell      | Estil: arquitectura romànica | 41° 58′ 57″ N, 1° 16′ 42″ E / 41.982569°N,1.278413°E ca:Prop de la masia d'Ansamora 500 msnm   | bé d'interès cultural bé cultural d'interès nacional | Castellnou de Bassella (Castell) | Modifica les dades a Wikidata |

## curs d'aigua
| imatge | Nom                      | Ubicat a                                           | instància de     | Detalls                                                  | coordenades                                                                                               | Protecció | Commons (més fotos) | Dades a WD                    |
| ------ | ------------------------ | -------------------------------------------------- | ---------------- | -------------------------------------------------------- | --- | --------- | ------------------- | ----------------------------- |
|        | Barranc de Guardiola     | Vilanova de l'Aguda Bassella Pinell de Solsonès    | curs d'aigua     | Desemboca: riera de Madrona Llarg: 3.03km Conca: 3.38km² | 41° 57′ 04″ N, 1° 17′ 09″ E / 41.951213°N,1.285826°E 41° 58′ 21″ N, 1° 17′ 45″ E / 41.972425°N,1.295944°E |           |                     | Modifica les dades a Wikidata |
|        | Barranc del Cornet       | Pinell de Solsonès Bassella                        | curs d'aigua     | Desemboca: riera de Madrona Llarg: 3.23km Conca: 2.53km² | 41° 59′ 33″ N, 1° 18′ 27″ E / 41.992603°N,1.307455°E 41° 58′ 42″ N, 1° 17′ 18″ E / 41.978432°N,1.288373°E |           |                     | Modifica les dades a Wikidata |
|        | Rasa Fonda               | Bassella                                           | curs d'aigua riu | Llarg: 1.71km Conca: 143ha                               | 41° 58′ 09″ N, 1° 17′ 45″ E / 41.9693°N,1.29574°E                                                         |           |                     | Modifica les dades a Wikidata |
|        | Ribera Salada            | Lladurs Bassella Castellar de la Ribera            | curs d'aigua     | Desemboca: Segre Llarg: 20km                             | 42° 05′ 13″ N, 1° 26′ 17″ E / 42.087024°N,1.437941°E 42° 00′ 54″ N, 1° 17′ 59″ E / 42.015°N,1.299756°E    |           | Ribera Salada       | Modifica les dades a Wikidata |
|        | rasa de Martins          | Pinell de Solsonès Bassella                        | curs d'aigua     | Desemboca: riera de Madrona Llarg: 2.9km Conca: 214.9ha  | 41° 59′ 12″ N, 1° 18′ 57″ E / 41.986685°N,1.315935°E 41° 58′ 27″ N, 1° 18′ 25″ E / 41.974113°N,1.30681°E  |           |                     | Modifica les dades a Wikidata |
|        | rasa de Villaró          | Castellar de la Ribera Bassella                    | curs d'aigua     | Desemboca: Ribera Salada Llarg: 4.1km                    | 42° 00′ 32″ N, 1° 23′ 35″ E / 42.008796°N,1.392921°E 42° 01′ 16″ N, 1° 21′ 05″ E / 42.021217°N,1.351445°E |           |                     | Modifica les dades a Wikidata |
|        | rasa del Casó (Bassella) | Bassella Pinell de Solsonès                        | curs d'aigua     | Desemboca: Barranc del Cornet Llarg: 1km Conca: 50ha     | 41° 59′ 25″ N, 1° 19′ 01″ E / 41.990365°N,1.316825°E 41° 59′ 14″ N, 1° 18′ 19″ E / 41.987194°N,1.30515°E  |           |                     | Modifica les dades a Wikidata |
|        | riera de Madrona         | Castellar de la Ribera Pinell de Solsonès Bassella | curs d'aigua     | Desemboca: Segre Llarg: 25.6km Conca: 79.43km²           | 41° 59′ 50″ N, 1° 28′ 07″ E / 41.997294°N,1.468565°E 41° 58′ 21″ N, 1° 17′ 17″ E / 41.9724°N,1.288103°E   |           | Riera de Madrona    | Modifica les dades a Wikidata |

## dolmen
| imatge | Nom                  | Ubicat a | instància de | Detalls | coordenades                                                         | Protecció | Commons (més fotos) | Dades a WD                    |
| ------ | -------------------- | -------- | ------------ | ------- | ------------------------------------------------------------------- | --------- | ------------------- | ----------------------------- |
|        | dolmen d'Estracs     | Bassella | dolmen       |         | 42° 00′ 09″ N, 1° 17′ 33″ E / 42.0024108373534°N,1.29256009679427°E |           |                     | Modifica les dades a Wikidata |
|        | dolmen del Perotillo | Bassella | dolmen       |         | 41° 58′ 59″ N, 1° 15′ 33″ E / 41.982966°N,1.259238°E 580 msnm       |           |                     | Modifica les dades a Wikidata |

## entitat singular de població
| imatge | Nom                    | Ubicat a | instància de                                   | Detalls | coordenades                                                                | Protecció | Commons (més fotos)  | Dades a WD                    |
| ------ | ---------------------- | -------- | ---------------------------------------------- | ------- | -------------------------------------------------------------------------- | --------- | -------------------- | ----------------------------- |
|        | Aguilar de Bassella    | Bassella | entitat singular de població                   | 34 hab  | 42° 01′ 55″ N, 1° 17′ 08″ E / 42.032002°N,1.28555°E 450 msnm               |           | Aguilar de Bassella  | Modifica les dades a Wikidata |
|        | Altés                  | Bassella | entitat singular de població                   | 32 hab  | 42° 01′ 09″ N, 1° 19′ 09″ E / 42.0191°N,1.31923°E 481 msnm                 |           | Altés                | Modifica les dades a Wikidata |
|        | Bassella               | Bassella | entitat singular de població capital municipal | 12 hab  | 42° 00′ 23″ N, 1° 17′ 41″ E / 42.00637°N,1.294764°E 451 msnm               |           |                      | Modifica les dades a Wikidata |
|        | Castellnou de Bassella | Bassella | entitat singular de població                   | 6 hab   | 41° 58′ 59″ N, 1° 18′ 01″ E / 41.9831°N,1.30028°E 434 msnm                 |           |                      | Modifica les dades a Wikidata |
|        | Guardiola              | Bassella | entitat singular de població                   | 10 hab  | 41° 57′ 37″ N, 1° 16′ 37″ E / 41.960248327413°N,1.2769269228969°E 687 msnm |           | Guardiola (Bassella) | Modifica les dades a Wikidata |
|        | Mirambell              | Bassella | entitat singular de població                   | 17 hab  | 41° 58′ 05″ N, 1° 16′ 06″ E / 41.968111111111°N,1.26825°E 640.209 msnm     |           |                      | Modifica les dades a Wikidata |
|        | Ogern                  | Bassella | entitat singular de població                   | 81 hab  | 42° 01′ 25″ N, 1° 20′ 26″ E / 42.02374722°N,1.34056389°E 465 msnm          |           | Ogern                | Modifica les dades a Wikidata |
|        | Sarinyana              | Bassella | entitat singular de població                   | 2 hab   | 42° 03′ 18″ N, 1° 21′ 19″ E / 42.055062820925°N,1.3553316945988°E 696 msnm |           |                      | Modifica les dades a Wikidata |
|        | la Clua d'Aguilar      | Bassella | entitat singular de població                   | 16 hab  | 41° 59′ 26″ N, 1° 16′ 40″ E / 41.990416666667°N,1.2778611111111°E 443 msnm |           | La Clua (Bassella)   | Modifica les dades a Wikidata |

## església
| imatge | Nom                                  | Ubicat a               | instància de                 | Detalls                                                                   | coordenades                                                                                       | Protecció                                  | Commons (més fotos)                  | Dades a WD                    |
| ------ | ------------------------------------ | ---------------------- | ---------------------------- | ------------------------------------------------------------------------- | ------------------------------------------------------------------------------------------------- | ------------------------------------------ | ------------------------------------ | ----------------------------- |
|        | Mare de Déu de la Garrola            | Bassella               | església                     | Estil: art preromànic arquitectura barroca 10th century                   | 42° 00′ 27″ N, 1° 16′ 58″ E / 42.007526°N,1.282664°E ca:Sota les aigües del pantà de Rialb        | bé integrant del patrimoni cultural català | Mare de Déu de la Garrola            | Modifica les dades a Wikidata |
|        | Sant Martí de la Clua                | Bassella               | església                     | Estil: arquitectura romànica                                              | 41° 59′ 26″ N, 1° 16′ 29″ E / 41.9905°N,1.27486°E 433 msnm                                        | bé cultural d'interès local                | Sant Martí de la Clua                | Modifica les dades a Wikidata |
|        | Sant Miquel d'Ansamora               | Bassella               | església                     | Estil: art preromànic arquitectura romànica                               | 41° 58′ 58″ N, 1° 16′ 38″ E / 41.98268°N,1.277157°E 492 msnm                                      | bé cultural d'interès local                | Sant Miquel d'Ansamora               | Modifica les dades a Wikidata |
|        | Sant Miquel de Serinyana             | Bassella               | església                     | Estil: arquitectura romànica                                              | 42° 03′ 17″ N, 1° 21′ 17″ E / 42.054743°N,1.354758°E 690 msnm                                     | bé integrant del patrimoni cultural català |                                      | Modifica les dades a Wikidata |
|        | Sant Pere d'Altés                    | Bassella               | església                     | Estil: arquitectura barroca                                               | 42° 01′ 10″ N, 1° 19′ 14″ E / 42.019519°N,1.320531°E                                              | bé cultural d'interès local                | Sant Pere d'Altés                    | Modifica les dades a Wikidata |
|        | Sant Sadurní d'Aguilar de Bassella   | Bassella               | església                     | Estil: arquitectura popular Estat: enderrocat o destruït                  |                                                                                                   | bé integrant del patrimoni cultural català |                                      | Modifica les dades a Wikidata |
|        | Sant Sadurní d'Ogern                 | Bassella               | església església parroquial | Estil: arquitectura popular                                               | 42° 01′ 27″ N, 1° 20′ 26″ E / 42.024149°N,1.340684°E                                              | bé integrant del patrimoni cultural català | Sant Sadurní d'Ogern                 | Modifica les dades a Wikidata |
|        | Sant Sadurní de la Salsa             | Bassella               | església                     | Estil: arquitectura romànica                                              | 42° 02′ 06″ N, 1° 20′ 36″ E / 42.035067°N,1.343378°E                                              | bé cultural d'interès local                | Sant Sadurní de la Salsa             | Modifica les dades a Wikidata |
|        | Sant Sebastià de la Clua             | Bassella               | església                     | Estil: arquitectura romànica                                              | 41° 59′ 28″ N, 1° 16′ 41″ E / 41.991008°N,1.278122°E 466 msnm                                     | bé cultural d'interès local                | Sant Sebastià de la Clua             | Modifica les dades a Wikidata |
|        | Sant Simeó de Castellnou de Bassella | Castellnou de Bassella | església                     | Estil: arquitectura neoclàssica 18th century Estat: enderrocat o destruït | 41° 59′ 29″ N, 1° 17′ 08″ E / 41.991335°N,1.285456°E ca:Sota les aigües de l'embassament de Rialb | bé integrant del patrimoni cultural català | Sant Simeó de Castellnou de Bassella | Modifica les dades a Wikidata |
|        | Santa Fe de Guardiola                | Bassella               | església                     | Estil: arquitectura romànica                                              | 41° 57′ 38″ N, 1° 16′ 35″ E / 41.960467°N,1.276308°E                                              | bé integrant del patrimoni cultural català | Santa Fe de Guardiola                | Modifica les dades a Wikidata |
|        | Santa Magdalena del Mas Cerdà        | Bassella               | església                     | Estil: arquitectura romànica                                              | 42° 00′ 15″ N, 1° 21′ 17″ E / 42.0042°N,1.35469°E                                                 | bé cultural d'interès local                | Santa Magdalena del Mas Cerdà        | Modifica les dades a Wikidata |

## masia
| imatge | Nom                  | Ubicat a | instància de | Detalls | coordenades                                                                  | Protecció | Commons (més fotos) | Dades a WD                    |
| ------ | -------------------- | -------- | ------------ | ------- | ---------------------------------------------------------------------------- | --------- | ------------------- | ----------------------------- |
|        | Argelagoses          | Bassella | masia        |         | 42° 01′ 00″ N, 1° 17′ 44″ E / 42.0167409027408°N,1.29566707235983°E          |           |                     | Modifica les dades a Wikidata |
|        | Barraquer            | Ogern    | masia        |         | 42° 01′ 23″ N, 1° 21′ 20″ E / 42.0229296339824°N,1.35564069756616°E 509 msnm |           |                     | Modifica les dades a Wikidata |
|        | Ca l'Andreu          | Bassella | masia        |         | 41° 58′ 40″ N, 1° 17′ 48″ E / 41.9776883427633°N,1.29678147055092°E          |           |                     | Modifica les dades a Wikidata |
|        | Ca l'Anton           | Bassella | masia        |         | 42° 01′ 02″ N, 1° 16′ 39″ E / 42.0173270354312°N,1.27761981335742°E          |           |                     | Modifica les dades a Wikidata |
|        | Ca l'Esteve          | Bassella | masia        |         | 42° 01′ 06″ N, 1° 19′ 06″ E / 42.0184010966765°N,1.31846156215184°E          |           |                     | Modifica les dades a Wikidata |
|        | Cal Benet            | Bassella | masia        |         | 41° 58′ 59″ N, 1° 20′ 17″ E / 41.9831044985828°N,1.33817331584903°E          |           |                     | Modifica les dades a Wikidata |
|        | Cal Bepo             | Bassella | masia        |         | 41° 58′ 04″ N, 1° 16′ 05″ E / 41.9677741573483°N,1.26800991488174°E          |           |                     | Modifica les dades a Wikidata |
|        | Cal Casanova         | Bassella | masia        |         | 42° 02′ 00″ N, 1° 17′ 13″ E / 42.0332171286372°N,1.2868550933028°E           |           |                     | Modifica les dades a Wikidata |
|        | Cal Celdoni          | Bassella | masia        |         | 42° 01′ 07″ N, 1° 19′ 07″ E / 42.01866571445°N,1.31869614298388°E            |           |                     | Modifica les dades a Wikidata |
|        | Cal Cerdà            | Bassella | masia        |         | 42° 00′ 16″ N, 1° 21′ 16″ E / 42.0044120108713°N,1.35433062707969°E          |           |                     | Modifica les dades a Wikidata |
|        | Cal Cordill          | Bassella | masia        |         | 42° 02′ 19″ N, 1° 20′ 07″ E / 42.038561764522°N,1.3352190282209°E            |           |                     | Modifica les dades a Wikidata |
|        | Cal Costa            | Bassella | masia        |         | 41° 58′ 05″ N, 1° 16′ 06″ E / 41.9681303551913°N,1.26833817080651°E          |           |                     | Modifica les dades a Wikidata |
|        | Cal Fuster           | Bassella | masia        |         | 42° 01′ 19″ N, 1° 20′ 39″ E / 42.0220262888412°N,1.34417745657354°E          |           |                     | Modifica les dades a Wikidata |
|        | Cal Gironella        | Bassella | masia        |         | 42° 01′ 46″ N, 1° 16′ 57″ E / 42.0294056313037°N,1.28251213049049°E 445 msnm |           |                     | Modifica les dades a Wikidata |
|        | Cal Guerxo           | Bassella | masia        |         | 41° 59′ 49″ N, 1° 17′ 11″ E / 41.99706111°N,1.28648056°E 446 msnm            |           |                     | Modifica les dades a Wikidata |
|        | Cal Joanet           | Bassella | masia        |         | 41° 57′ 55″ N, 1° 15′ 37″ E / 41.9651543157654°N,1.26033352897625°E          |           |                     | Modifica les dades a Wikidata |
|        | Cal Josepó           | Bassella | masia        |         | 42° 02′ 02″ N, 1° 17′ 09″ E / 42.0338334233029°N,1.2859083353222°E           |           |                     | Modifica les dades a Wikidata |
|        | Cal Mitger           | Bassella | masia        |         | 41° 59′ 26″ N, 1° 16′ 42″ E / 41.9904642247988°N,1.27840474726623°E          |           |                     | Modifica les dades a Wikidata |
|        | Cal Pany             | Bassella | masia        |         | 41° 59′ 00″ N, 1° 17′ 09″ E / 41.9832185286333°N,1.28591501942953°E          |           |                     | Modifica les dades a Wikidata |
|        | Cal Passarella       | Bassella | masia        |         | 42° 00′ 36″ N, 1° 19′ 46″ E / 42.0100871032275°N,1.32947662659309°E          |           |                     | Modifica les dades a Wikidata |
|        | Cal Peret            | Bassella | masia        |         | 42° 01′ 24″ N, 1° 17′ 01″ E / 42.023392617462°N,1.2836774520321°E            |           |                     | Modifica les dades a Wikidata |
|        | Cal Perotillo        | Bassella | masia        |         | 41° 59′ 10″ N, 1° 16′ 00″ E / 41.986210297057°N,1.2665696855172°E            |           |                     | Modifica les dades a Wikidata |
|        | Cal Perxet           | Bassella | masia        |         | 42° 01′ 39″ N, 1° 20′ 07″ E / 42.0274992269913°N,1.3352657631195°E           |           |                     | Modifica les dades a Wikidata |
|        | Cal Poero            | Bassella | masia        |         | 41° 59′ 27″ N, 1° 16′ 43″ E / 41.9908295784029°N,1.27874499944933°E          |           |                     | Modifica les dades a Wikidata |
|        | Cal Puit             | Bassella | masia        |         | 41° 59′ 26″ N, 1° 16′ 45″ E / 41.9904574406973°N,1.27915341520881°E          |           |                     | Modifica les dades a Wikidata |
|        | Cal Riudelbàs        | Bassella | masia        |         | 42° 00′ 28″ N, 1° 17′ 51″ E / 42.0078268840447°N,1.29763190998214°E          |           |                     | Modifica les dades a Wikidata |
|        | Cal Tortuguer        | Bassella | masia        |         | 42° 00′ 19″ N, 1° 20′ 00″ E / 42.0051466944809°N,1.33346995865095°E          |           |                     | Modifica les dades a Wikidata |
|        | Campabadal           | Bassella | masia        |         | 42° 00′ 09″ N, 1° 16′ 15″ E / 42.002487566429°N,1.2709576070724°E            |           |                     | Modifica les dades a Wikidata |
|        | Can Pujol            | Bassella | masia        |         | 42° 00′ 49″ N, 1° 18′ 43″ E / 42.0134890995963°N,1.31208163363341°E          |           |                     | Modifica les dades a Wikidata |
|        | Casa del Mestre      | Bassella | masia        |         | 42° 01′ 21″ N, 1° 20′ 35″ E / 42.0224948408419°N,1.34294537333932°E          |           |                     | Modifica les dades a Wikidata |
|        | Casanova d'Altès     | Bassella | masia        |         | 42° 01′ 27″ N, 1° 19′ 31″ E / 42.0241586458088°N,1.3254121203978°E           |           |                     | Modifica les dades a Wikidata |
|        | Casanova de la Salsa | Bassella | masia        |         | 42° 02′ 07″ N, 1° 20′ 14″ E / 42.035362489569°N,1.33718674983857°E           |           |                     | Modifica les dades a Wikidata |
|        | Caseta de Gavernet   | Bassella | masia        |         | 42° 00′ 15″ N, 1° 20′ 08″ E / 42.0042941952744°N,1.33554496142516°E          |           |                     | Modifica les dades a Wikidata |
|        | Caseta de Montconill | Bassella | masia        |         | 42° 00′ 17″ N, 1° 18′ 23″ E / 42.0046046896743°N,1.30629110790019°E          |           |                     | Modifica les dades a Wikidata |
|        | Caseta del Mariano   | Bassella | masia        |         | 41° 56′ 41″ N, 1° 15′ 13″ E / 41.9447978450589°N,1.25366103721104°E          |           |                     | Modifica les dades a Wikidata |
|        | Cosconera            | Bassella | masia        |         | 42° 01′ 56″ N, 1° 16′ 24″ E / 42.0321397152892°N,1.27325753074581°E          |           |                     | Modifica les dades a Wikidata |
|        | Faques               | Bassella | masia        |         | 41° 59′ 41″ N, 1° 18′ 43″ E / 41.9946535302502°N,1.31184308721246°E          |           |                     | Modifica les dades a Wikidata |
|        | Gavernet             | Bassella | masia        |         | 41° 59′ 50″ N, 1° 20′ 28″ E / 41.997219013903°N,1.3411267040028°E            |           |                     | Modifica les dades a Wikidata |
|        | Magí                 | Bassella | masia        |         | 42° 01′ 08″ N, 1° 19′ 12″ E / 42.0189914347259°N,1.32002819283819°E          |           |                     | Modifica les dades a Wikidata |
|        | Mas de la Coma       | Bassella | masia        |         | 41° 58′ 57″ N, 1° 15′ 47″ E / 41.982554579437°N,1.2630476599154°E            |           |                     | Modifica les dades a Wikidata |
|        | Moncunill            | Bassella | masia        |         | 42° 01′ 08″ N, 1° 19′ 06″ E / 42.0187940331434°N,1.31823380821701°E          |           |                     | Modifica les dades a Wikidata |
|        | Montjuïc             | Bassella | masia        |         | 42° 00′ 20″ N, 1° 19′ 58″ E / 42.0055773141139°N,1.33273420317863°E          |           |                     | Modifica les dades a Wikidata |
|        | Moraguer             | Bassella | masia        |         | 41° 56′ 31″ N, 1° 14′ 50″ E / 41.9419871694868°N,1.24711507867106°E          |           |                     | Modifica les dades a Wikidata |
|        | Pampalona            | Bassella | masia        |         | 42° 00′ 34″ N, 1° 20′ 45″ E / 42.0093953528732°N,1.34576105204778°E          |           |                     | Modifica les dades a Wikidata |
|        | Potrony              | Bassella | masia        |         | 42° 00′ 15″ N, 1° 19′ 44″ E / 42.0040612691119°N,1.32881321235471°E          |           |                     | Modifica les dades a Wikidata |
|        | Sentcomelles         | Bassella | masia        |         | 42° 01′ 52″ N, 1° 14′ 50″ E / 42.0311332001395°N,1.24726439783114°E          |           |                     | Modifica les dades a Wikidata |
|        | Tapioles             | Bassella | masia        |         | 42° 01′ 37″ N, 1° 18′ 47″ E / 42.0268398848859°N,1.31293634300724°E          |           |                     | Modifica les dades a Wikidata |
|        | Vilaplana            | Bassella | masia        |         | 42° 01′ 33″ N, 1° 20′ 57″ E / 42.0257178125802°N,1.34910653329147°E          |           |                     | Modifica les dades a Wikidata |
|        | el Castell           | Bassella | masia        |         | 42° 01′ 09″ N, 1° 19′ 09″ E / 42.0192851530082°N,1.31917501209841°E          |           |                     | Modifica les dades a Wikidata |
|        | el Pical             | Bassella | masia        |         | 41° 58′ 05″ N, 1° 16′ 01″ E / 41.9679835621109°N,1.26696638582233°E          |           |                     | Modifica les dades a Wikidata |
|        | el Puit              | Bassella | masia        |         | 42° 01′ 43″ N, 1° 19′ 13″ E / 42.028489349174°N,1.32039412856156°E           |           |                     | Modifica les dades a Wikidata |
|        | el Puitot            | Bassella | masia        |         | 42° 01′ 48″ N, 1° 20′ 44″ E / 42.0300606054669°N,1.34547889113723°E          |           |                     | Modifica les dades a Wikidata |
|        | el Soler             | Bassella | masia        |         | 42° 01′ 56″ N, 1° 19′ 50″ E / 42.032189689813°N,1.3305533008976°E            |           |                     | Modifica les dades a Wikidata |
|        | el Soler d'Altès     | Bassella | masia        |         | 42° 00′ 46″ N, 1° 18′ 42″ E / 42.0128419142289°N,1.31155530290297°E          |           |                     | Modifica les dades a Wikidata |
|        | el Vilar             | Bassella | masia        |         | 42° 01′ 13″ N, 1° 14′ 36″ E / 42.020336800427°N,1.2432733301037°E            |           |                     | Modifica les dades a Wikidata |
|        | els Masos            | Bassella | masia        |         | 42° 01′ 27″ N, 1° 16′ 46″ E / 42.0242989811837°N,1.27949706228383°E          |           |                     | Modifica les dades a Wikidata |
|        | els Picons           | Bassella | masia        |         | 42° 03′ 19″ N, 1° 20′ 35″ E / 42.055313893389°N,1.34297446798624°E           |           |                     | Modifica les dades a Wikidata |
|        | la Codina            | Bassella | masia        |         | 42° 01′ 39″ N, 1° 19′ 20″ E / 42.027565065803°N,1.3222188422769°E            |           |                     | Modifica les dades a Wikidata |
|        | la Portella          | Bassella | masia        |         | 41° 57′ 05″ N, 1° 15′ 38″ E / 41.9514952174379°N,1.26056031873326°E          |           |                     | Modifica les dades a Wikidata |
|        | la Torre             | Bassella | masia        |         | 42° 02′ 10″ N, 1° 20′ 01″ E / 42.0360405627522°N,1.33364141488573°E          |           |                     | Modifica les dades a Wikidata |
|        | la Vila d'Altès      | Bassella | masia        |         | 42° 00′ 22″ N, 1° 19′ 28″ E / 42.0061393417998°N,1.32432716330804°E          |           |                     | Modifica les dades a Wikidata |
|        | lo Maleno            | Bassella | masia        |         | 41° 58′ 30″ N, 1° 15′ 51″ E / 41.9749127262361°N,1.2642077128406°E           |           |                     | Modifica les dades a Wikidata |

## muntanya
| imatge | Nom                   | Ubicat a                        | instància de | Detalls | coordenades                                                         | Protecció | Commons (més fotos) | Dades a WD                    |
| ------ | --------------------- | ------------------------------- | ------------ | ------- | ------------------------------------------------------------------- | --------- | ------------------- | ----------------------------- |
|        | Serrat Alt del Soler  | Bassella                        | muntanya     |         | 42° 00′ 47″ N, 1° 18′ 53″ E / 42.01297222°N,1.31476667°E 556 msnm   |           |                     | Modifica les dades a Wikidata |
|        | Serrat de Moles       | Bassella                        | muntanya     |         | 42° 00′ 56″ N, 1° 20′ 20″ E / 42.01558333°N,1.33897222°E 622.2 msnm |           |                     | Modifica les dades a Wikidata |
|        | Serrat de la Vinya    | Bassella                        | muntanya     |         | 41° 59′ 54″ N, 1° 19′ 55″ E / 41.9982°N,1.33185°E 609.7 msnm        |           |                     | Modifica les dades a Wikidata |
|        | Serrat del Pujol      | Bassella                        | muntanya     |         | 42° 00′ 51″ N, 1° 19′ 06″ E / 42.0142°N,1.31844°E 560.5 msnm        |           |                     | Modifica les dades a Wikidata |
|        | Tambors de Rof        | Bassella Odèn                   | muntanya     |         | 42° 04′ 24″ N, 1° 21′ 07″ E / 42.07338889°N,1.35199222°E 970 msnm   |           |                     | Modifica les dades a Wikidata |
|        | Tossal Alt            | Bassella Castellar de la Ribera | muntanya     |         | 42° 02′ 18″ N, 1° 21′ 22″ E / 42.03832222°N,1.356025°E 671 msnm     |           |                     | Modifica les dades a Wikidata |
|        | Tossal de Sant Marc   | Pinell de Solsonès Bassella     | muntanya     |         | 41° 59′ 28″ N, 1° 20′ 16″ E / 41.991237°N,1.337818°E 661 msnm       |           |                     | Modifica les dades a Wikidata |
|        | Turonet de la Bastida | Bassella la Baronia de Rialb    | muntanya     |         | 42° 00′ 54″ N, 1° 14′ 38″ E / 42.01505556°N,1.24391667°E 708.4 msnm |           |                     | Modifica les dades a Wikidata |
|        | Turó de Solers        | Bassella Tiurana                | muntanya     |         | 41° 58′ 21″ N, 1° 15′ 44″ E / 41.97261667°N,1.26224444°E 672 msnm   |           |                     | Modifica les dades a Wikidata |
|        | el Pauet              | Bassella                        | muntanya     |         | 42° 02′ 15″ N, 1° 19′ 17″ E / 42.0374°N,1.32128°E 611 msnm          |           |                     | Modifica les dades a Wikidata |
|        | el Pedró              | Bassella                        | muntanya     |         | 42° 01′ 05″ N, 1° 19′ 43″ E / 42.01805°N,1.32856944°E 591.1 msnm    |           |                     | Modifica les dades a Wikidata |

## pont
| imatge | Nom                | Ubicat a | instància de | Detalls | coordenades                                                         | Protecció                   | Commons (més fotos) | Dades a WD                    |
| ------ | ------------------ | -------- | ------------ | ------- | ------------------------------------------------------------------- | --------------------------- | ------------------- | ----------------------------- |
|        | Pont d'Ogern       | Bassella | pont edifici |         | 42° 01′ 16″ N, 1° 20′ 35″ E / 42.0212°N,1.34294°E                   | bé cultural d'interès local | Pont d'Ogern        | Modifica les dades a Wikidata |
|        | Pont del Perotillo | Bassella | pont         |         | 41° 59′ 04″ N, 1° 16′ 09″ E / 41.9844365968265°N,1.26926029531878°E |                             |                     | Modifica les dades a Wikidata |

## serra
| imatge | Nom                   | Ubicat a                        | instància de | Detalls | coordenades                                                   | Protecció | Commons (més fotos) | Dades a WD                    |
| ------ | --------------------- | ------------------------------- | ------------ | ------- | ------------------------------------------------------------- | --------- | ------------------- | ----------------------------- |
|        | Serra d'Oliana        | Bassella Oliana                 | serra        |         | 42° 03′ 46″ N, 1° 20′ 27″ E / 42.0627°N,1.34074°E 942 msnm    |           |                     | Modifica les dades a Wikidata |
|        | Serra de Can Pujol    | Bassella                        | serra        |         | 42° 00′ 45″ N, 1° 18′ 26″ E / 42.0126°N,1.30728°E 511 msnm    |           |                     | Modifica les dades a Wikidata |
|        | Serra de Cavallol     | Bassella Pinell de Solsonès     | serra        |         | 41° 59′ 29″ N, 1° 20′ 04″ E / 41.9914°N,1.33443°E 661 msnm    |           |                     | Modifica les dades a Wikidata |
|        | Serra de la Mua       | Bassella                        | serra        |         | 42° 02′ 54″ N, 1° 20′ 47″ E / 42.0484°N,1.3463°E 695 msnm     |           |                     | Modifica les dades a Wikidata |
|        | Serra del Pubill      | Bassella Vilanova de l'Aguda    | serra        |         | 41° 56′ 43″ N, 1° 15′ 52″ E / 41.945355°N,1.264573°E 690 msnm |           |                     | Modifica les dades a Wikidata |
|        | Serra dels Capellans  | Bassella la Baronia de Rialb    | serra        |         | 42° 00′ 15″ N, 1° 15′ 25″ E / 42.0043°N,1.25702°E 644 msnm    |           |                     | Modifica les dades a Wikidata |
|        | Serra dels Picons     | Bassella                        | serra        |         | 42° 02′ 44″ N, 1° 20′ 16″ E / 42.0455°N,1.337808°E 688 msnm   |           |                     | Modifica les dades a Wikidata |
|        | Serrat de Villaró     | Bassella Castellar de la Ribera | serra        |         | 42° 00′ 32″ N, 1° 21′ 29″ E / 42.0089°N,1.35814°E 669 msnm    |           |                     | Modifica les dades a Wikidata |
|        | Serrat dels Morts     | Bassella                        | serra        |         | 41° 59′ 23″ N, 1° 17′ 55″ E / 41.9896°N,1.29855°E 623 msnm    |           |                     | Modifica les dades a Wikidata |
|        | serra de Sant Marc    | Bassella Peramola               | serra        |         | 42° 02′ 05″ N, 1° 15′ 07″ E / 42.0347°N,1.25185°E 839 msnm    |           |                     | Modifica les dades a Wikidata |
|        | serra de Sarinyana    | Bassella                        | serra        |         | 42° 03′ 48″ N, 1° 21′ 04″ E / 42.0634°N,1.35107°E 942.3 msnm  |           |                     | Modifica les dades a Wikidata |
|        | serrat de Pujabudells | Bassella Tiurana                | serra        |         | 41° 57′ 39″ N, 1° 15′ 41″ E / 41.9609°N,1.26128°E 655.7 msnm  |           |                     | Modifica les dades a Wikidata |

## torre de defensa
| imatge | Nom              | Ubicat a | instància de     | Detalls                                          | coordenades                                                                    | Protecció                                            | Commons (més fotos)                    | Dades a WD                    |
| ------ | ---------------- | -------- | ---------------- | ------------------------------------------------ | ------------------------------------------------------------------------------ | ---------------------------------------------------- | -------------------------------------- | ----------------------------- |
|        | Torre dels Moros | Bassella | torre de defensa |                                                  | 42° 00′ 59″ N, 1° 16′ 32″ E / 42.0163792222407°N,1.27567680474578°E 585 msnm   |                                                      | Torre dels Moros (Aguilar de Bassella) | Modifica les dades a Wikidata |
|        | Torres d'Ogern   | Bassella | torre de defensa | Estil: arquitectura del Renaixement 15th century | 42° 01′ 25″ N, 1° 20′ 27″ E / 42.0236°N,1.34088°E ca:Al nucli d'Ogern 467 msnm | bé d'interès cultural bé cultural d'interès nacional | Torres d'Ogern                         | Modifica les dades a Wikidata |

## àrea protegida
| imatge | Nom                           | Ubicat a                                     | instància de                                  | Detalls                       | coordenades                                                   | Protecció | Commons (més fotos)           | Dades a WD                    |
| ------ | ----------------------------- | -------------------------------------------- | --------------------------------------------- | ----------------------------- | ------------------------------------------------------------- | --------- | ----------------------------- | ----------------------------- |
|        | Parc Ribera Salada            | Lladurs Castellar de la Ribera Odèn Bassella | àrea protegida Pla d'Espais d'Interès Natural | 1992 Superfície: 5536.44556ha | 42° 04′ 42″ N, 1° 26′ 13″ E / 42.078362°N,1.437075°E          |           | Parc Ribera Salada            | Modifica les dades a Wikidata |
|        | Serra d'Aubenç i Roc de Cogul | Coll de Nargó Peramola Bassella              | àrea protegida Pla d'Espais d'Interès Natural | 1992 Superfície: 6796.54901ha | 42° 06′ 41″ N, 1° 15′ 37″ E / 42.11134°N,1.2603080555555557°E |           | Serra d'Aubenç i Roc de Cogul | Modifica les dades a Wikidata |

## Misc
| imatge | Nom                           | Ubicat a                                             | instància de                 | Detalls                                      | coordenades                                                                                       | Protecció                                  | Commons (més fotos)          | Dades a WD                    |
| ------ | ----------------------------- | ---------------------------------------------------- | ---------------------------- | -------------------------------------------- | ------------------------------------------------------------------------------------------------- | ------------------------------------------ | ---------------------------- | ----------------------------- |
|        | Aguilar de Basella            | Bassella                                             | despoblat                    |                                              | 42° 00′ 58″ N, 1° 16′ 32″ E / 42.0161°N,1.2755°E                                                  |                                            |                              | Modifica les dades a Wikidata |
|        | Campabadal                    | Bassella                                             | jaciment arqueològic         |                                              | 42° 00′ 23″ N, 1° 16′ 36″ E / 42.006354°N,1.276793°E                                              | bé integrant del patrimoni cultural català |                              | Modifica les dades a Wikidata |
|        | Cisterna d'Aguilar            | Bassella                                             | edifici                      | Estil: arquitectura popular                  |                                                                                                   | bé integrant del patrimoni cultural català |                              | Modifica les dades a Wikidata |
|        | Creu de Marcús                | Bassella                                             | collada                      |                                              | 42° 02′ 04″ N, 1° 21′ 12″ E / 42.0344337796415°N,1.35335079364247°E 609 msnm                      |                                            |                              | Modifica les dades a Wikidata |
|        | Museu de la Moto de Bassella  | Bassella                                             | museu edifici                | 2002 Superfície: 1000m²                      | 42° 00′ 22″ N, 1° 17′ 39″ E / 42.005986°N,1.294219°E                                              |                                            | Museu de la Moto de Bassella | Modifica les dades a Wikidata |
|        | Sant Mer                      | Bassella                                             | nucli de població            |                                              | 41° 59′ 19″ N, 1° 18′ 45″ E / 41.988694255712°N,1.3123754937329°E                                 |                                            |                              | Modifica les dades a Wikidata |
|        | Segre                         | Catalunya Pirineus Orientals                         | riu curs d'aigua riu aurífer | Desemboca: Ebre Llarg: 265km Conca: 22400km² | 42° 24′ 09″ N, 2° 06′ 30″ E / 42.4025°N,2.1084°E 41° 21′ 48″ N, 0° 18′ 16″ E / 41.3633°N,0.3044°E |                                            | Segre River                  | Modifica les dades a Wikidata |
|        | Serrat Oliana                 | Bassella                                             | vèrtex geodèsic              | Alt: 1.2m                                    | 42° 04′ 24″ N, 1° 21′ 07″ E / 42.073411°N,1.351979°E 971.674 msnm                                 |                                            |                              | Modifica les dades a Wikidata |
|        | casa consistorial de Bassella | Bassella                                             | casa consistorial            |                                              | 42° 01′ 29″ N, 1° 20′ 25″ E / 42.0247222°N,1.3402855°E                                            |                                            |                              | Modifica les dades a Wikidata |
|        | el Molí                       | Bassella                                             | molí d'aigua                 |                                              | 42° 01′ 13″ N, 1° 19′ 12″ E / 42.0202442320114°N,1.32009183209333°E                               |                                            |                              | Modifica les dades a Wikidata |
|        | font del Raget                | Bassella                                             | font                         |                                              | 42° 01′ 53″ N, 1° 20′ 38″ E / 42.031481900002°N,1.3438598616913°E                                 |                                            |                              | Modifica les dades a Wikidata |
|        | pantà de Rialb                | la Baronia de Rialb Tiurana Bassella Oliana Peramola | embassament                  | Conca: 3320km²                               | 41° 56′ 25″ N, 1° 11′ 38″ E / 41.94037222°N,1.193775°E                                            |                                            | Pantà de Rialb               | Modifica les dades a Wikidata |